# Armin Schwarz

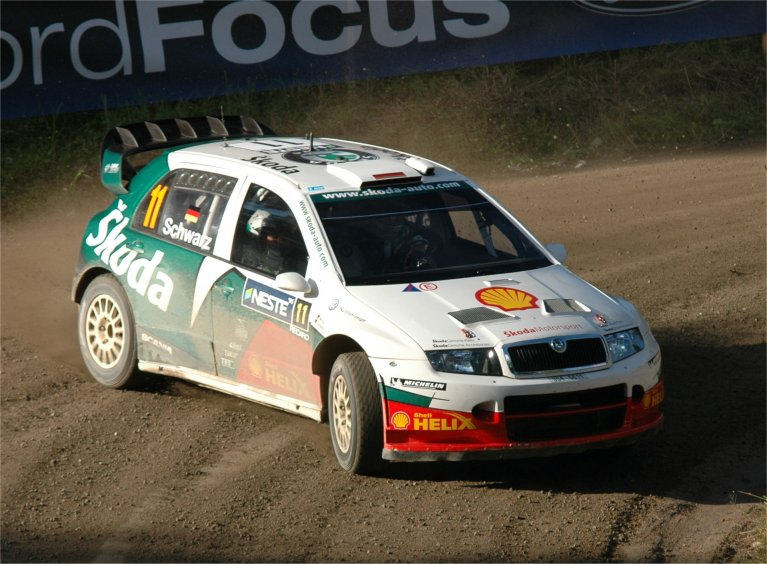
Armin Schwarz i Finska rallyt 2005.

Armin Schwarz född 16 juli 1963 är en före detta tysk rallyförare som tävlat bland annat för Ford och Škoda.